# Fjärdingsöarnas naturreservat
Fjärdingsöarnas naturreservat är ett naturreservat i Kramfors kommun i Västernorrlands län.
Området är naturskyddat sedan 2020 och är 706 hektar stort. Reservatet, som är ett marint reservat, omfattar tre öar och en kobbe och havsbotten däromkring. Öarna är bevuxna med tallskog och barrblandskog.